# Noise (album)
Noise è il quarto album in studio degli Archive, pubblicato nel 2004.

## Tracce
1. Noise – 6:42
2. Fuck U – 5:14
3. Waste – 9:57
4. Sleep – 6:51
5. Here – 1:02
6. Get Out – 4:30
7. Conscience – 4:17
8. Pulse – 4:50
9. Wrong – 0:56
10. Love Song – 6:20
11. Me and You – 8:00